# 常對角矩陣
在線性代數中，常對角矩陣（又稱特普利茨矩陣）是指每條左上至右下的對角線均為常数的矩陣，不論是正方形或長方形的。例如：
任何這樣的n×n 矩陣 A ：
{\displaystyle A={\begin{bmatrix}a_{0}&a_{-1}&a_{-2}&\ldots &\ldots &a_{-n+1}\\a_{1}&a_{0}&a_{-1}&\ddots &&\vdots \\a_{2}&a_{1}&\ddots &\ddots &\ddots &\vdots \\\vdots &\ddots &\ddots &\ddots &a_{-1}&a_{-2}\\\vdots &&\ddots &a_{1}&a_{0}&a_{-1}\\a_{n-1}&\ldots &\ldots &a_{2}&a_{1}&a_{0}\end{bmatrix}}}
都是常對角矩陣。假如將A的 i,j元写做Ai,j，那麼
{\displaystyle A_{i,j}=a_{i-j}.}

## 外部連結
- Toeplitz and Circulant Matrices: A Review, by R. M. Gray （页面存档备份，存于）